# Yao Wei
Yao Wei (xinès simplificat: 姚伟, pinyin: Yáo Wěi; Fuyang, Anhui, 1 de setembre de 1997) és una futbolista xinesa que actualment juga de migcampista a per a l'Universitat Wuhan Jianghan.
Yao és la germana bessona de la també futbolista Yao Daogang.

## Honors
Wuhan Jiangda
- Lliga de Campions Femenina de l'AFC : 2024–25